# Perseo con la testa di Medusa
Perseo con la testa di Medusa è una scultura bronzea di Benvenuto Cellini, considerata un capolavoro della scultura manierista italiana, ed è una delle statue più famose di Piazza della Signoria a Firenze.

## Storia

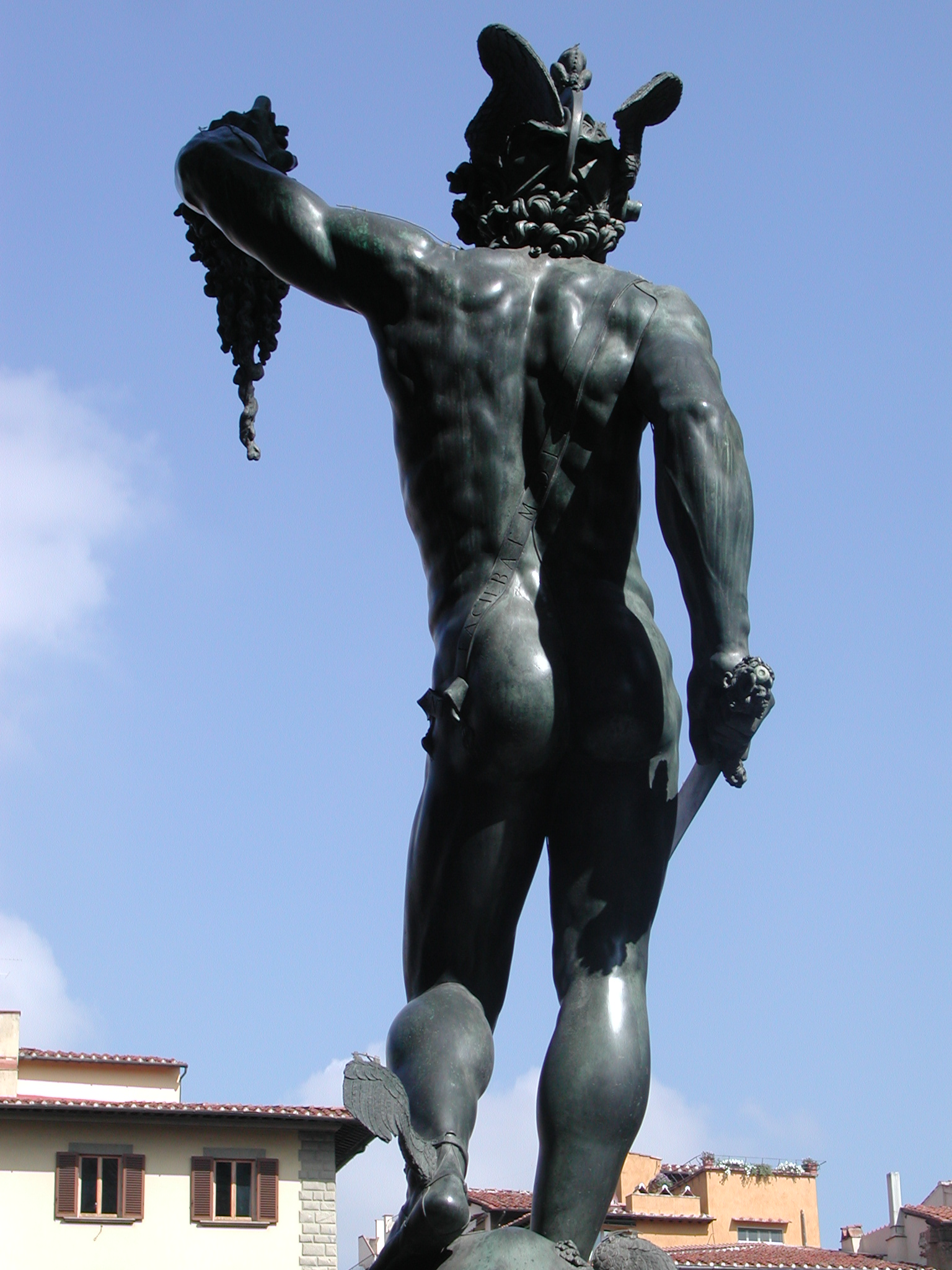
La statua vista di schiena

Nell'antichità le statue in bronzo venivano normalmente realizzate assemblando parti fuse separatamente, saldando le parti con riporti in bronzo usando una tecnica detta brasatura forte. Alla fine dell'antichità, mentre diminuiva la domanda per statue di bronzo di grandi dimensioni, aumentavano al contrario le richieste di oggetti, come le campane, che per motivi funzionali dovevano essere fuse in un unico getto.
Durante il rinascimento l'interesse per i grandi gruppi statuari antichi portò gli scultori a riscoprire le tecniche statuarie della fusione con assemblaggio, di cui un classico esempio è la Giuditta di Donatello, anch'essa in piazza della Signoria; ma alla fine la competizione con le grandi statue marmoree in un blocco unico portò a tentare la fusione di grandi statue in atteggiamenti complessi in un solo getto. Il Perseo è il più celebre di questi esperimenti. Infatti la statua attualmente visibile è costituita di soli tre pezzi (o quattro, contando la spada); il corpo dell'eroe, il corpo della Medusa, su cui posa i piedi Perseo, e la testa della Medusa, che Cellini riferisce nella sua Vita di avere fuso come esperimento per il resto del gruppo. La spada impugnata dall'eroe è inoltre l'unico esempio noto di arma forgiata da Cellini: l'originale, oggi sostituito da una copia, è conservato nell'armeria del Museo nazionale del Bargello.
La fusione del Perseo fu molto complessa e mise a dura prova il Cellini e i suoi assistenti. Così come viene raccontata nell'autobiografia dell'artista, fu un'operazione quasi "epica", con lo scultore preso da febbri e sudorazione (forse una febbre del fonditore causata dalle esalazioni dei metalli e documentata anche in altri casi), il fuoco della fornace che si era abbassato per via di un temporale, poi la supposta insufficienza dello stagno, alla quale il Cellini avrebbe rimediato gettando nella fusione tutte le stoviglie di casa, e infine un principio di incendio della bottega.
Una volta raffreddata, la statua (che per le sue dimensioni e le braccia proiettate in alto e molto esternamente rispetto al tronco, era stata ritenuta impossibile da fondersi in un solo getto), risultò in gran parte ben fusa, pur richiedendo una lunga operazione di rinettatura. A detta del Cellini, si dovettero rifare a parte solo tre dita del piede destro su cui pesava tutta la fusione: in realtà tutto il piede destro e una notevole sezione dello stinco dovettero essere rigettate. L'operazione che, minimizzando, Cellini chiama rinettatura, durò dal dicembre 1549 all'aprile 1554, mese in cui la statua fu finalmente mostrata in piazza. Gli esami del tenore di stagno nella lega del Perseo non hanno consentito di confermare la versione del Cellini; quello che sembra accertato è che il tenore di stagno è più alto nella testa della Medusa, più basso in quello del corpo di Perseo.

## Descrizione

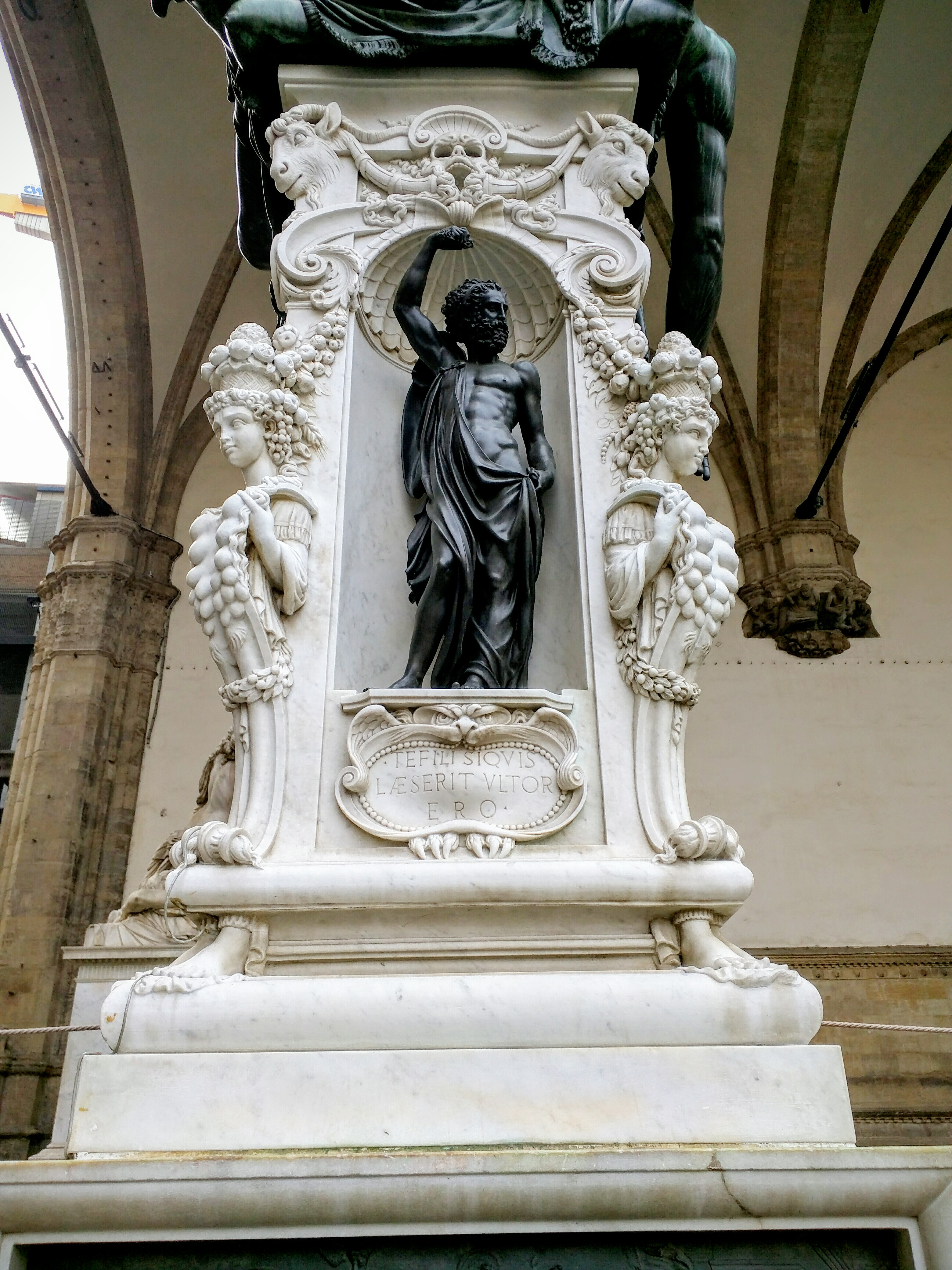
Bronzetto sul lato frontale (replica)

Collocata sotto la Loggia dei Lanzi, la scultura rappresenta Perseo in piedi sul corpo di Medusa, appena decapitata con la falce impugnata nella mano destra, mentre la sinistra solleva trionfante la testa del mostro tenuta per i capelli.
Posta su un alto piedistallo ornato da bellissimi bronzetti (copie realizzate dalla Fonderia Artistica Ferdinando Marinelli di originali conservati al Bargello) è stata ideata in modo da guardare in basso verso lo spettatore. Insieme al gruppo del ratto delle Sabine, del Giambologna, è l'unica statua conservata nelle Logge dell'Orcagna ad essere stata concepita espressamente per quella collocazione. Sulla nuca della statua, in posizione estremamente defilata, è presente un dolente autoritratto di Cellini. Il piedistallo, rimosso nel XX secolo e sostituito con una copia, è un capolavoro in sé: nella finezza dei piccoli bronzetti rappresentanti divinità connesse al mito di Perseo si manifesta tutta l'abilità di Cellini orefice nel lavoro in piccola scala.Inizialmente era ricoperta da degli inserti dorati

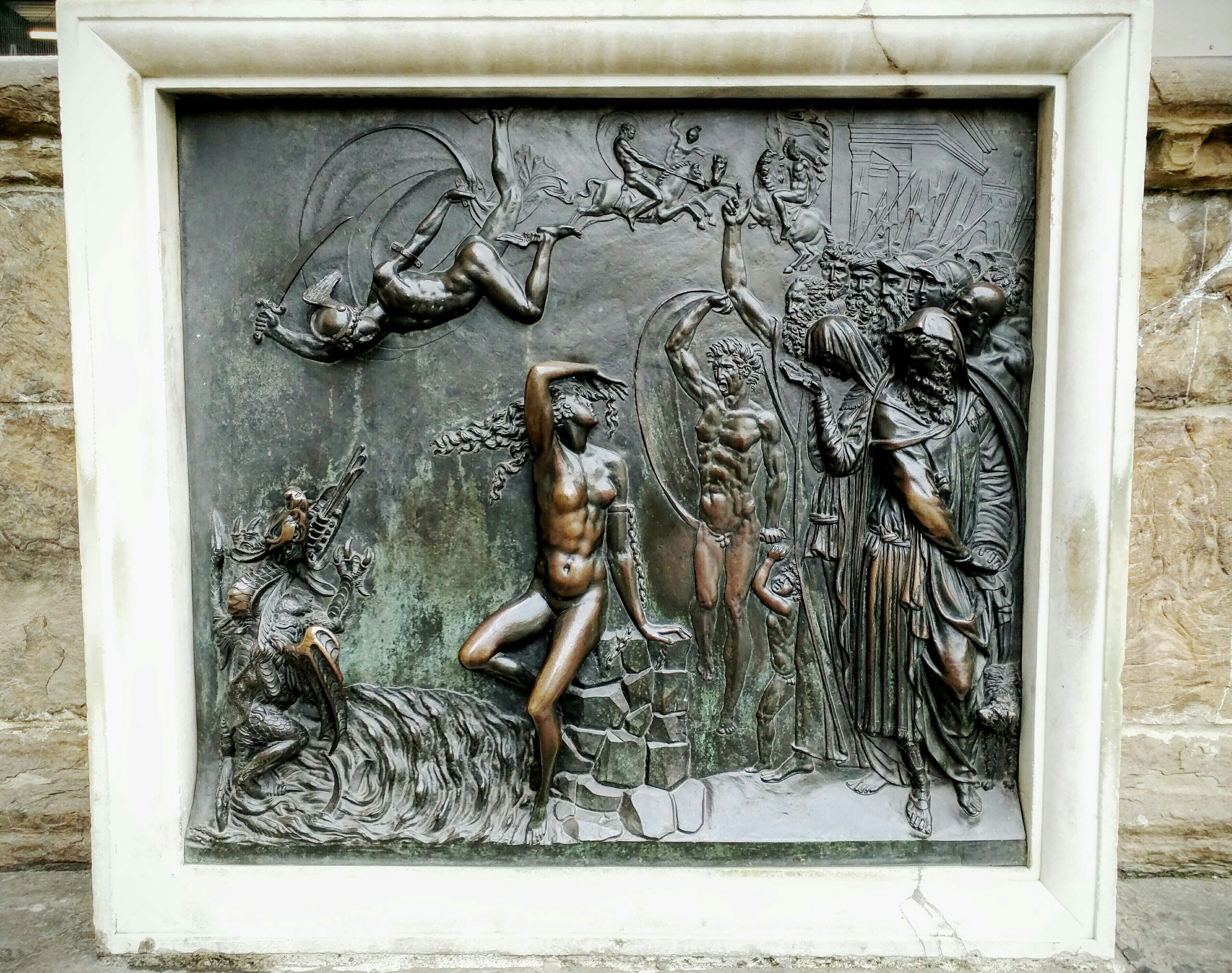
Bronzo alla base del Perseo di Cellini (replica in loco)

Commissionata da Cosimo I dopo il suo insediamento come Duca della città, fu realizzata tra il 1545 e il 1554. La statua che si ammira oggi è quella originale ed è stata spostata solo in occasione di una profonda pulitura e restauro conclusosi nel 1998. Direttamente collegata per tema alla vicina Giuditta e Oloferne di Donatello, in realtà si discosta profondamente dalla misura del primo Rinascimento abbracciando lo spiccato titanismo tipico del periodo detto manierismo, quando gli scultori imitavano le grandiose opere di Michelangelo.
Il Perseo ha anche un significato politico , come la maggior parte delle statue poste sulla piazza: rappresenta infatti l'affermazione del Duca che dà un "taglio" alle esperienze repubblicane, rappresentate da Medusa. Dal corpo di Medusa escono infatti i serpenti, allusione alle proverbiali discordie cittadine che avevano da sempre minato una vera democrazia.
Nonostante la fama, dovuta soprattutto alle circostanze della fusione (vedi infra), la critica è tutt'altro che unanime nell'acclamare il Perseo come un capolavoro del manierismo; si imputa alla statua la sua posa languida e l'eccessiva cura dei particolari, tipica dell'orafo che ha preso in ultimo il sopravvento sullo scultore. In particolare la critica mette in evidenza quanto i due bozzetti conservati, uno in cera e uno in bronzo, entrambi al Museo nazionale del Bargello, siano superiori per plastica ed inventiva nella posa.

## Citazioni e omaggi

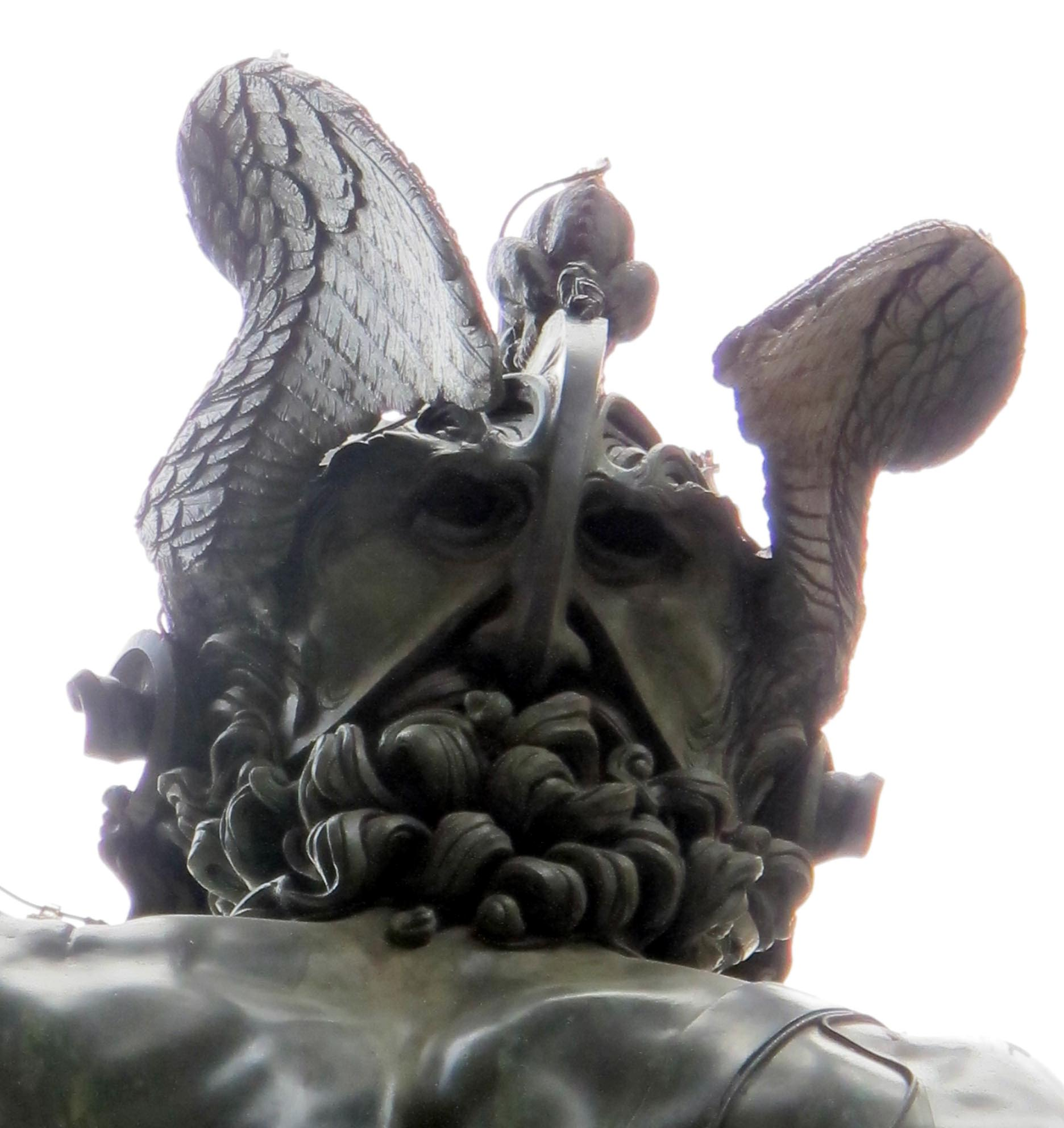
La nuca di Perseo, con l'autoritratto di Cellini

Il Perseo è una statua celebre nella storia dell'arte, grazie anche alla cronaca della sua fusione narrata dal suo autore, con brio impareggiabile, nella Vita scritta da lui medesimo. La sua immagine è stata spesso utilizzata.
- Nell'opera lirica Benvenuto Cellini di Berlioz, che narra uno spaccato romanzato della vita dell'artista, è centrale la creazione del Perseo.
- Il cantautore fiorentino Riccardo Marasco cita questa statua nel brano dal titolo L'alluvione incluso nella sua raccolta in vernacolo fiorentino Il porcellino.
- Herman Helville nel Moby Dick cita il "Perseo fuso del Cellini" nella descrizione del capitano Achab nel capitolo XXVIII (pag. 153 edizione Adelphi-1987).
- La statua del Perseo è raffigurata sulla copertina dell'album Invictus, della epic metal band statunitense Virgin Steele.
- Un particolare della statua del Perseo è raffigurato sulla copertina dell'album Stone's Reach, della melodic death metal band australiana Be'lakor.
- All'inizio di un episodio della ventiquattresima stagione de I Simpson, chiamato La scuola del cane bastardo, durante il discorso del signor Burns si vede la statua del Perseo raffigurante l'assistente Smithers.

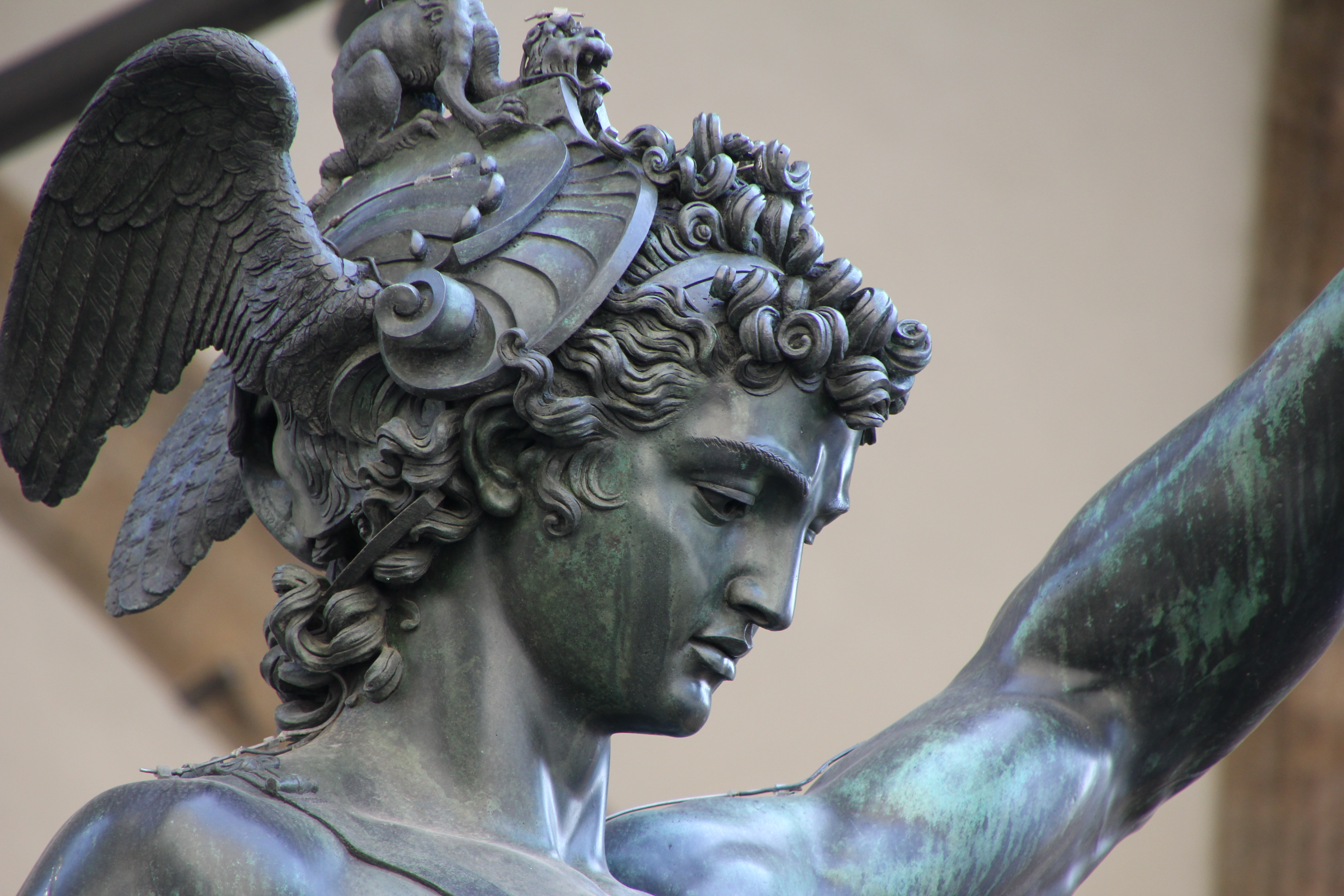
Dettaglio: Perseo

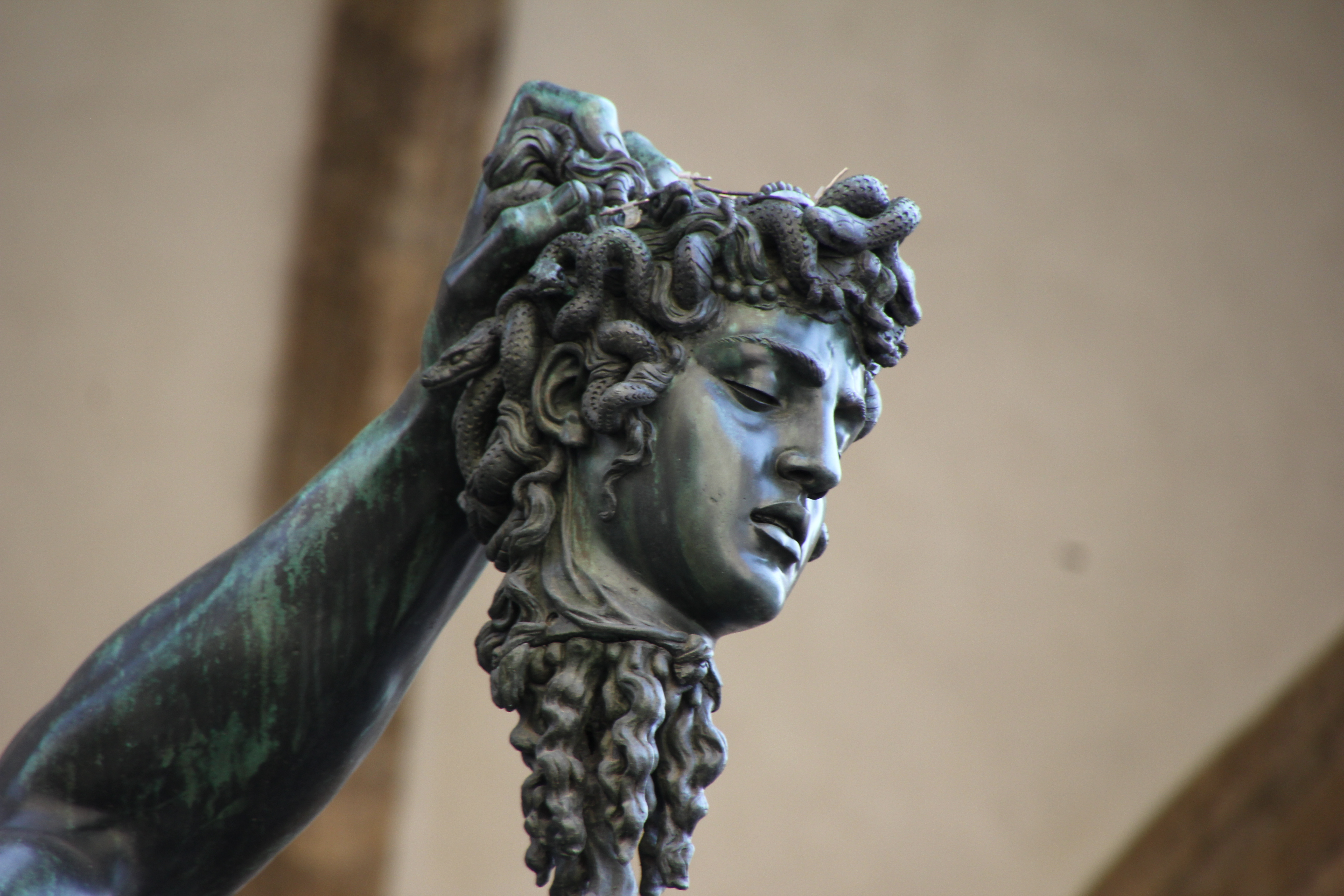
Dettaglio: Medusa

- Nel videogioco nipponico Parasite Eve II compare una replica del capolavoro in uno dei primissimi livelli.
- Nel videogioco Will Rock il capolavoro compare come uno dei nemici da abbattere, una statua dalla cui testa di Medusa decapitata escono dei colpi laser.
- Nel video musicale Blood Sweat & Tears del gruppo coreano BTS compare insieme a molti altri riferimenti alla mitologia greca.
- Nel videogioco Assassin's Creed 2 è presente nell'ambientazione a Firenze.
- Nel film Il burbero del 1986 compaiono sei copie in gesso della statua di Cellini.
- Nella finale di Coppa Italia 2022-2023 la statua compare raffigurata nella coreografia della curva fiorentina.